# Ludwig Mantler

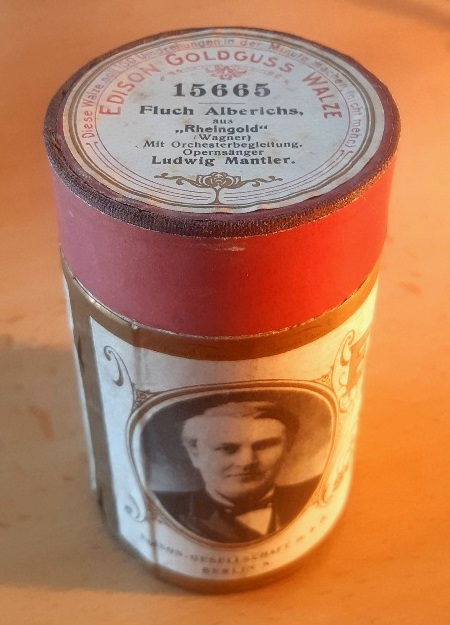
Von Ludwig Mantler besungene Edison-Walze (Berlin 1907)

Ludwig Mantler (tschechisch Ludvik Mantler; * 21. März 1861 in Prag, Kaisertum Österreich; † vermutlich am 27. Juni 1936 ebenda, nunmehr Tschechoslowakei) war ein böhmisch-österreichischer klassischer Sänger und Theaterschauspieler.

## Leben und Wirken
Der Sohn eines Kaufmanns sollte ursprünglich den Beruf des Vaters ergreifen, besann sich aber rasch seiner künstlerischen Neigungen und ließ sich 1893 von Julius Stockhausen gesanglich ausbilden. Im darauf folgenden Jahr, am 3. Oktober 1894, begann Ludwig Mantler seine Bühnenkarriere im damals deutschen Metz (Lothringen) mit dem Gasparo in einer Aufführung von Der Talisman. 1895 wechselte er nach Olmütz (Mähren), ein Jahr später ins elsässische Straßburg, 1899 nach Frankfurt am Main, um schließlich zu Beginn des neuen Jahrhunderts, 1901, erstmals nach Wien zu gehen. An der dortigen Hofoper und an der Komischen Oper Berlin, wo er ab 1905 ebenfalls auftrat, erlebte Ludwig Mantler abwechselnd in den folgenden Jahrzehnten seine künstlerischen Höhepunkte.
Bis 1925 reüssierte er an beiden Spielstätten als Bassbuffo, vor allem mit komischen Partien. Mantler spielte und sang unter anderem den Kezal, den Beckmesser, den Baculus, den Figaro, den Leporello, den Mephisto, den Bombardon, den Bartolo und den Alberich. „Bei aller Wahrung und Hervorkehrung charakteristischer Pointen im Vortrag, führte er sich als stimmbegabter, trefflicher Sänger, der mit überaus geschickter, unverzagter Art seine feingeschulte, weiche, klangvolle Stimme zu behandeln versteht und durch sein scharf individualisierendes, sein pointiertes Spiel, das sich von jeder Übertreibung ferne hält glänzend ein“, wie bereits 1903 konstatiert wurde. Neben Opernhäusern zählten auch Konzertsäle zu Mantlers künstlerischen Zuhause. Seine bereits 1909 verstorbene Frau Drusilla Mantler war als Opernsängerin aktiv. Ludwig Mantler wirkte auch als Gesangslehrer, zu seinen Schülern zählten beispielsweise die Schauspielerin Alice Hechy.
1934 kehrte er in seine Heimatstadt Prag zurück, um als Dozent an der dortigen Universität zu unterrichten. In der tschechischen Hauptstadt wurde der jüdische Künstler am 28. Juni 1936 zu Grabe getragen. Da er dem jüdischen Ritus gemäß innerhalb von 24 Stunden hätte beerdigt werden müssen, ist Mantler vermutlich am Vortag gestorben.
Erste Aufnahmen auf Edison-Walzen (Berlin 1906–10) und Lyrophon (Berlin ca. 1907), 1929 entstanden nochmals Aufnahmen von Liedtiteln für Orchestrola.

## Werk
- Ludwig Mantler: Die Bildung des Belcanto, Wien 1912